# Tat'jana Morozova
Tat'jana Nikolaevna Morozova (in russo Татьяна Николаевна Морозова?; 23 luglio 1993) è una lottatrice russa, specializzata nella lotta libera.

## Palmarès
- Europei

Bucarest 2019: bronzo nei 72 kg.